# Franco Baralle
Franco Andrés Baralle (Córdoba, 25 marzo 1999) è un cestista argentino.